# 말라바시금치
말라바시금치(Malabar---, 학명: Basella alba 바셀라 알바[*])는 비름과의 여러해살이 덩굴식물이다. 낙규(落葵), 황궁채(皇宮菜), 목이채(木耳菜), 덩굴지치, 인디언시금치(Indian---) 등으로도 부른다. 원산지는 동남아시아와 남아시아이다.

## 사진

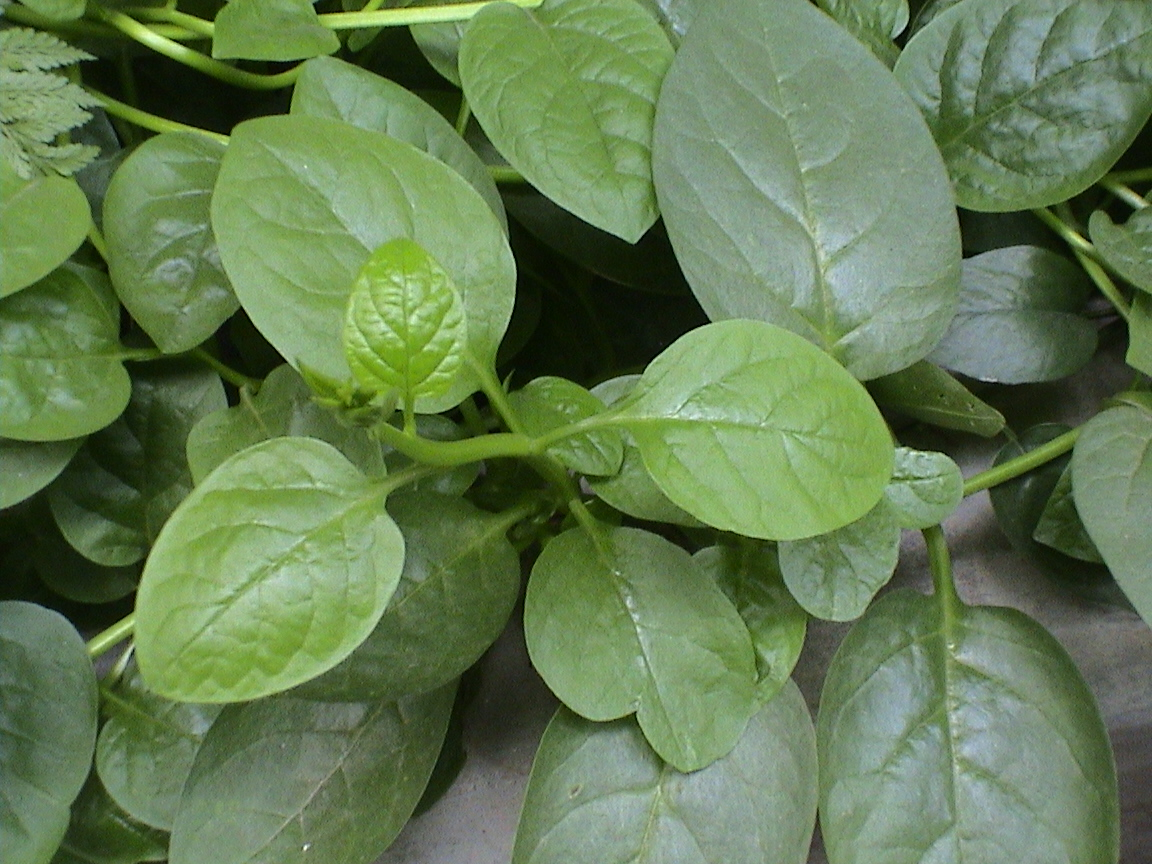
잎
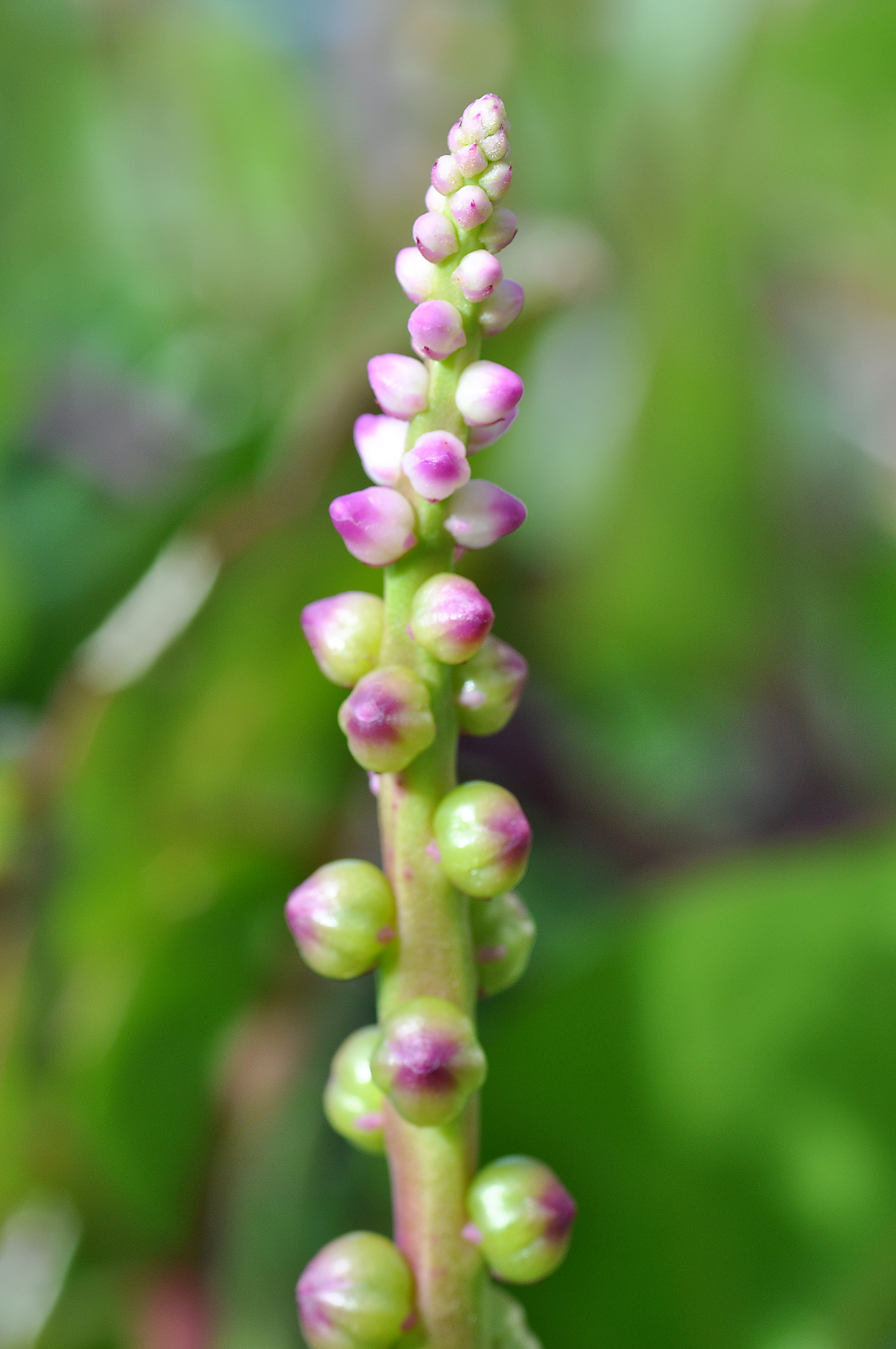
꽃차례
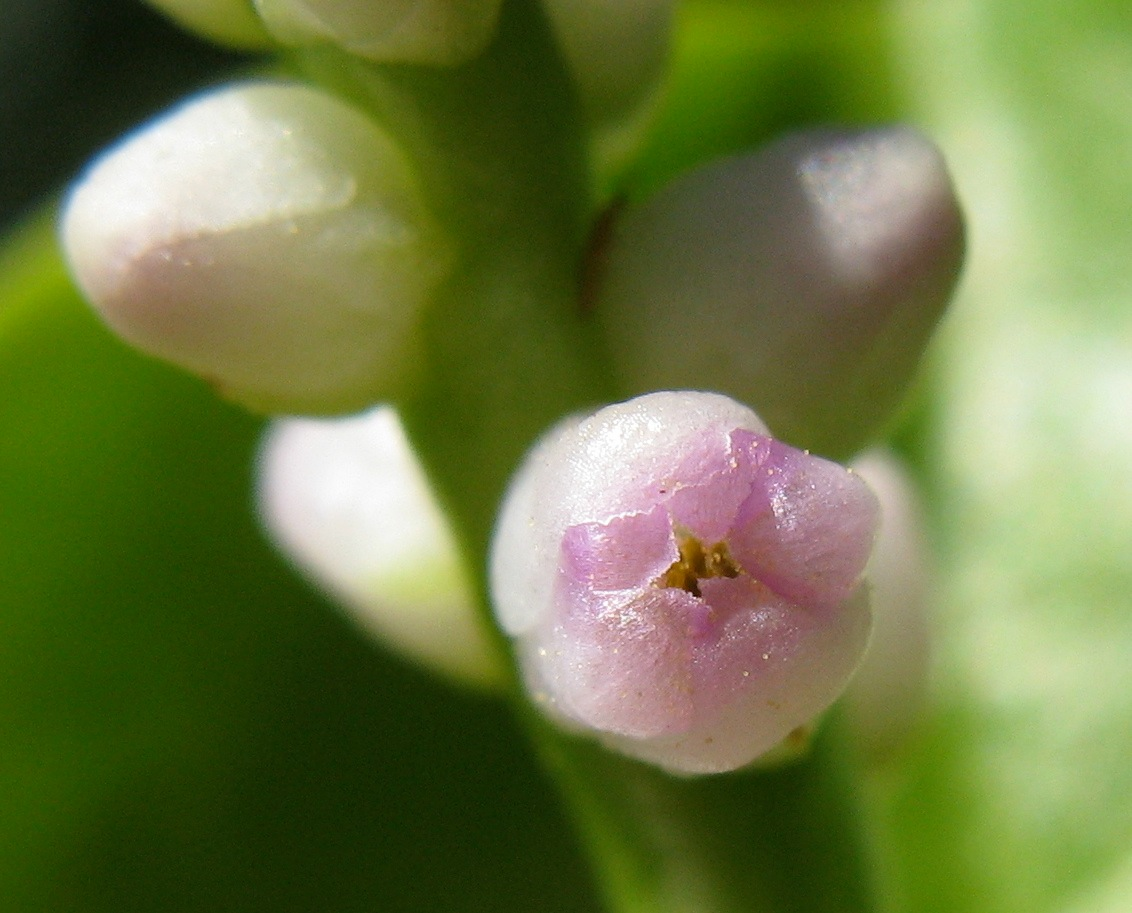
꽃
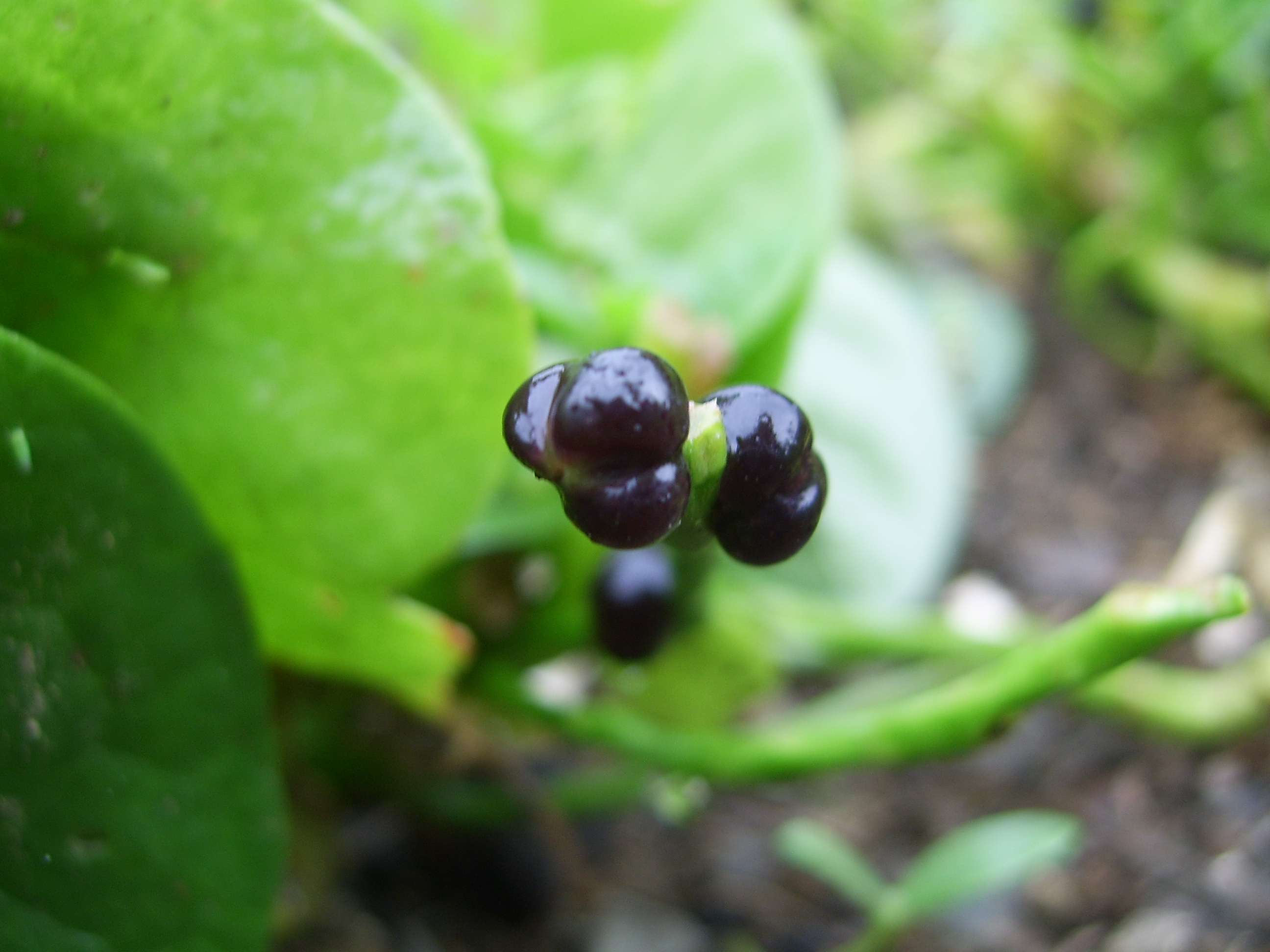
열매

## 같이 보기
- 모로호
- 브레드